# Rolf Otto Lahr

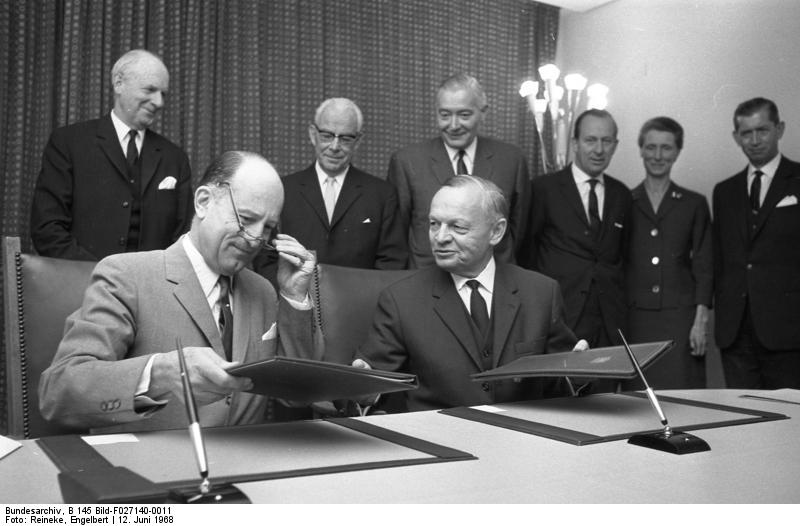
Rolf Otto Lahr (rechts) mit Jacobus Gijsbertus de Beus

Rolf Otto Lahr (* 6. November 1908 in Marienwerder (Westpreußen); † 14. September 1985 in Bonn) war ein deutscher Diplomat.

## Leben
Nach dem Abitur am Arndt-Gymnasium Dahlem studierte Lahr Rechtswissenschaften in Berlin, Gießen und Freiburg und wurde 1934 Gerichtsassessor im Reichswirtschaftsministerium. Während des Studiums wurde er Mitglied der Corps Guestphalia Berlin (1927) und Teutonia Gießen. Lahr trat zum 1. Mai 1933 der NSDAP bei (Mitgliedsnummer 2.637.673) und wurde 1933 auch Mitglied der SA. Nach der Teilnahme am Zweiten Weltkrieg als Soldat und verschiedenen Tätigkeiten trat er 1949 zunächst in die Handelsabteilung des Bundeswirtschaftsministeriums ein. 1953 kam er in das Auswärtige Amt nach Bonn.
1955 hatte er als Leiter der Delegation für die deutsch-französischen Saarverhandlungen wesentlichen Anteil an den Verhandlungen über die Eingliederung des Saarlandes in die Bundesrepublik Deutschland. 1957/58 war er Verhandlungsleiter bei den Verhandlungen über den ersten Handels- und Konsularvertrag mit der UdSSR und die Rückführung der deutschen Staatsangehörigen in der Sowjetunion. Nach einer kurzzeitigen Verwendung als Botschafter bei der EWG/EURATOM (1961) wurde er im gleichen Jahr zum Staatssekretär im Auswärtigen Amt ernannt. In dieser Funktion war er involviert in die Bemühungen, geplante Vorträge des Historikers Fritz Fischer in den USA zu verhindern.
1969 wurde Lahr deutscher Botschafter in Rom. Diesen Posten bekleidete er bis zu seiner Versetzung in den Ruhestand im Januar 1974. Noch bis Ende dieses Jahres blieb er zudem deutscher Vertreter bei der Ernährungs- und Landwirtschaftsorganisation (FAO).

## Autobiografie
- Zeuge von Fall und Aufstieg – Private Briefe 1934–1974. Knaus, Hamburg 1981, ISBN 3-8135-1831-0